# Knotenschlinge

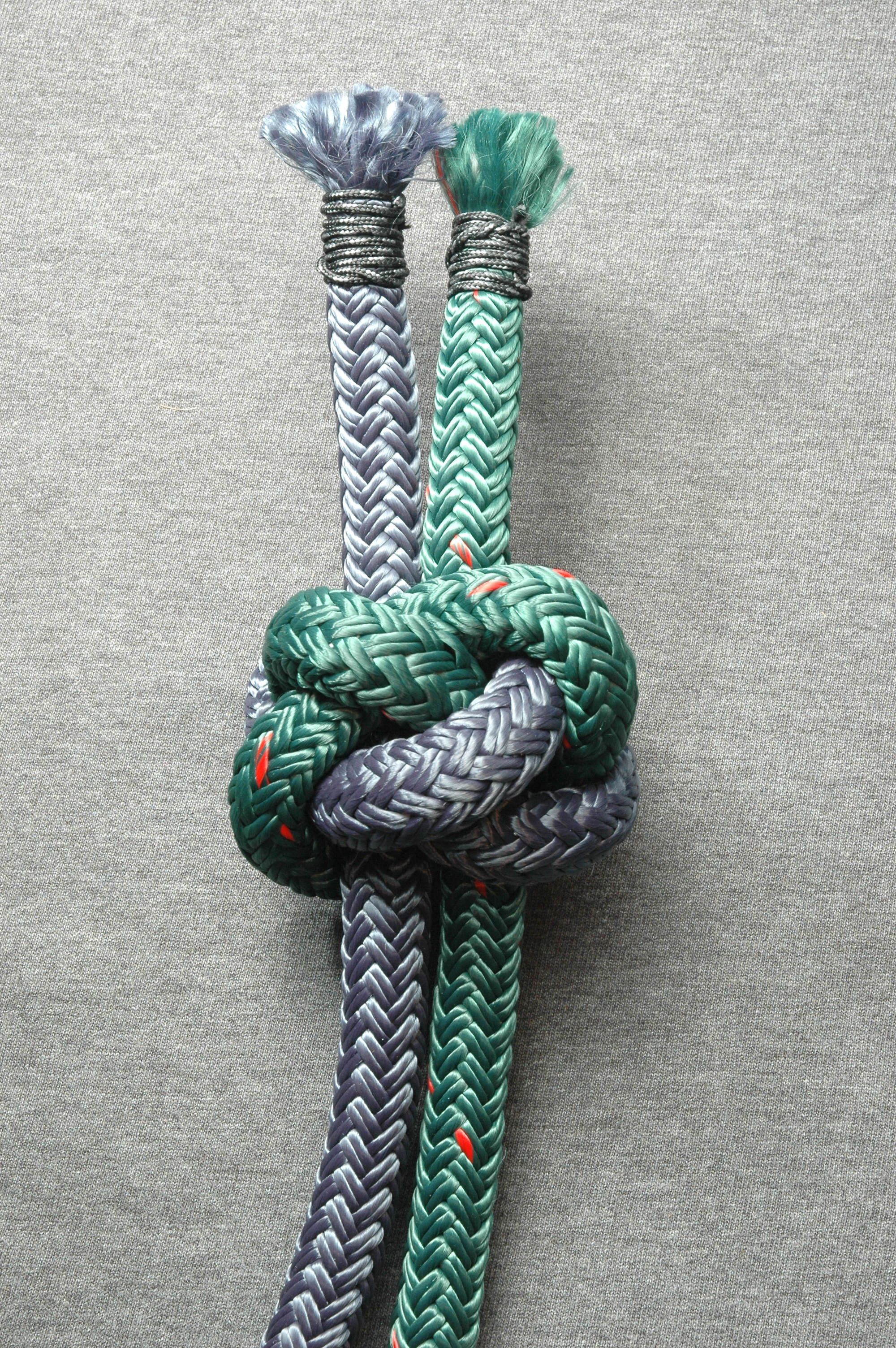
Diamantknoten als Abschluss einer Knotenschlinge

Die Knotenschlinge ist ähnlich wie der Klemmkeil ein mobiles Sicherungsmittel beim Felsklettern. Sie besteht aus einer Reepschnur, die so verknotet wird, dass sie zum einen eine Schlaufe aufweist und zum anderen einen – in der Regel – runden Knoten. Dieser Knoten wird in einen Felsriss eingelegt, so dass er unter Belastung im Riss verklemmt und einen Fixpunkt bildet. In die Schlinge wird der Karabiner eingehängt, durch den das Bergseil verläuft.
Entwickelt wurde diese Sicherungstechnik von Kletterern in der Sächsischen Schweiz. Knotenschlingen werden dort bis heute anstelle von Klemmkeilen verwendet, um den empfindlichen Sandstein der dortigen Klettergipfel zu schonen. Die für die Sicherung nötigen Felsrisse werden dadurch weniger verschlissen. Bei der Verwendung von Klemmgeräten aus Aluminium oder Titan wäre die Abnutzung der Felsrisse aufgrund der harten Oberfläche dieser Geräte wesentlich höher; deren Verwendung ist im Elbsandsteingebirge daher untersagt.
In Klettergebieten mit Kalk-, Vulkan- und Granitgestein tritt dieses Erosionsproblem nicht auf, so dass Knotenschlingen heute fast ausschließlich in der Sächsischen Schweiz und vergleichbaren Sandsteinklettergebieten wie etwa dem Zittauer Gebirge oder der Böhmischen Schweiz Verwendung finden.
Als Knoten kommen z. B. Sackstich, Doppelter Achterknoten, Diamantknoten, Affenfaust oder Stopperknoten zum Einsatz.